# Münster (Baviera)
Münster es un municipio de Alemania, situado en Suabia Baviera en el Distrito de Danubio-Ries y miembro de la Rain  Administración de la Comunidad Rain.

## Geografía
Munster está ubicado en la región de planificación de Augsburgo.

### Expansión de la superficie municipal
El municipio se compone sólo del barrio Munster. Del municipio Munster son los personajes Hemert y Sulz.

## Comunidades
- Fuego (comunidad de la zona libre), barrio de Donau-Ries
- Ellgau (distrito de Augsburgo)
- Holzheim (Donau-Ries) (Landkreis Donau-Ries)
- Rain (Lech) (Landkreis Donau-Ries)
- Thierhaupten (Landkreis Augsburgo)

## Historia
Münster es considerada producto de un monasterio fundado por monjes de origen irlandés y escocés. Posteriormente perteneció a la oficina de cuentas del Tribunal Regional de Múnich y Baviera como parte de electorado de Rain. Hasta 1803, el monasterio cisterciense fue el principal propietario de tierras pero tras secularización, Niederschönenfeld ocupó su lugar. En el curso de las reformas administrativas, en  Baviera, el edicto de 1818, lo constituyó en el pueblo independiente de Münster. Hasta el 1 de julio de 1972 perteneció al distrito de Münster Neuburg en el Danubio y en el curso de la reforma municipal en Baviera, fue incluido en el Distrito de Danubio-Ries. Munster también perdió el distrito de Altenbach y hacia el sur los distritos adyacentes de, Thierhaupten y Königsbrunn.

### Población y Desarrollo
En el área de la comunidad fueron 1970 735, 856 y 1987, luego en el año 2000 contaba con 1.028 habitantes.

## Política
Primero Fue alcalde de 1978 a 1994 Konrad Dumberger y desde 1994 hasta 2008 Alois Stuber. ¿Cuándo fue las últimas elecciones locales el 1 de 05 2008 Gerhard Pfitzmaier (sin competencia) 1 Elegido alcalde.
Los ingresos tributarios municipales en 1999 ascendieron al equivalente de € 325.000, de los cuales ascendieron a los recibos de impuestos de negocios (neto) equivalente a 9.000 €.

## Economía e Infraestructura

### Economía, la agricultura y la silvicultura
Fue en 1998 según las estadísticas oficiales en el sector manufacturero y el 14 en el comercio y el transporte, sin cotizaciones a la seguridad social en el lugar de trabajo. Cotizaciones al seguro social en el país, fue 357a en total Tanto en la fabricación y en la construcción hubo una operación. Además, había 37 granjas en 1999, con una superficie agrícola de 1.046 hectáreas, de las cuales 845 hectáreas de tierra cultivable. La comunidad ha sido económicamente al comienzo de la 21 ª Siglo, se desarrolló muy positivamente, el número de empleados de la seguridad social en el lugar de trabajo aumentó de 31 en 2000 a 168 en 2007. Los empleados sujetos a 2007 se muestran en las estadísticas con 461.

### Educación
Existen los siguientes servicios (desde 2010):
- Las escuelas infantiles: una con 50 plazas, 36 asientos que actualmente ocupa
- Escuela Primaria en Holzheim (3 km), la escuela media y secundaria en Rain (9 millas)